# Adriano Blasco
Adriano Blasco fue un historietista e ilustrador español (1930 - 2000), célebre por el trabajo conjunto realizado con sus hermanos Jesús y Alejandro Blasco. 

## Biografía
Adriano inició su carrera en 1944 en Mis Chicas, donde ya trabajaban sus hermanos Pilar y Alejandro, realizando las historietas de 'Chispita. Según Salvador Vázquez de Parga , tanto su estilo como el de hermano Aleandro "acusaba las influencias de Anita Diminuta (...), de las historias de Puigmiquel, y más remotamente de las de Walt Disney".
Tuvo éxito y en 1945 se publicaron los álbumes de tapa dura titulados Aventuras de Pikis en Burrilandia y Chispita en Yo quiero la Luna".
Dos años después, sin embargo, empezó a colaborar con la revista Chicos realizando series de aventuras de grafismo realista, como Piratas en el Yukon y El genio negroantes de que en 1949 se impusieran en la revista las historias autoconclusivas. También publicó en El Coyote.
A partir de 1947 había comenzado a trabajar conjuntamente con sus hermanos Adriano y Jesús. Diez años después, los tres montaron un estudio en una casa de tres plantas de una zona residencial junto al puente de Vallcarca, dedicándose a la producción de historietas para los mercados británico y francófono, siempre bajo la firma del hermano mayor, a cuya entrada remitimos, pues, como explica Salvador Vázquez de Parga,

nunca podrá averiguarse la participación que áquellos han tenido en la obra extranjera firmada por Jesús Blasco, pero sin duda, su función ha ido más allá de la de simples ayudantes de su hermano en cuyas manos dejaron la dirección y coordinación del equipo; su curriculum anterior así lo deja adivinar.